# International Business Research
International Business Research (IBR) is verbonden aan de Rijksuniversiteit Groningen en ondergebracht bij de Faculteit Economie en Bedrijfskunde. Opgericht in 1988 is International Business Research bedoeld om studenten professioneel wetenschappelijk marktonderzoek te laten doen in opkomende landen ten behoeve van Nederlandse bedrijven.

## Geschiedenis
International Business Research is voortgekomen uit een initiatief van de Bedrijfskundige Faculteitsvereniging (BIG) die in 1988 als eerste Nederlandse studievereniging studiereizen ten behoeve van marktonderzoek organiseerde naar zogeheten opkomende landen. Dat waren in 1988 Indonesië en Singapore. Destijds heette het programma nog International Study Project. In totaal heeft het achttien reizen georganiseerd.
In 1992 begon ook de Economische Faculteitsvereniging (EFV) onderzoeksreizen te organiseren, waarvan de eerste naar Argentinië voerde. In totaal heeft de EFV veertien reizen uitgevoerd.
Toen in 2007 de Faculteit der Economische Wetenschappen fuseerde met de Faculteit Bedrijfskunde zijn ook de twee studieverenigingen EFV en BIG gefuseerd. De nieuwe vereniging kreeg als naam Economische en Bedrijfskundige Faculteitsvereniging Groningen (EBF). De twee afzonderlijke marktonderzoekbureaus zijn vervolgens samengevoegd in het International Business Research.

## Organisatie
Het bestuur van International Business Research wordt gevormd door studenten. Zij worden bijgestaan door een Raad van Advies waarvan de leden allen uit het bedrijfsleven komen. Er is ook een Commissie van Aanbeveling, die bestaat uit de bestuursvoorzitters van grote bedrijven als Shell, Heineken, Randstad, DSM en Achmea, maar waarin ook de president van De Nederlandsche Bank, de rector magnificus van de Rijksuniversiteit Groningen en de burgemeester van Groningen zijn vertegenwoordigd.

## Werkwijze
Per jaar neemt het International Business Research circa een dozijn betaalde opdrachten aan om in de twee speciaal voor dat jaar gekozen landen (markt)onderzoek te doen voor Nederlandse bedrijven die in die landen actief zijn of actief willen worden. De studies worden uitgevoerd door een groep van twintig tot dertig studenten, die verdeeld in koppels en in samenspraak met de opdrachtgever de studie uitvoeren. Ter plaatse werken de studenten voor hun research samen met studenten van lokale universiteiten. Drie hoogleraren van de Rijksuniversiteit Groningen begeleiden de onderzoekers.
'Het genoemde onderzoek is niet vergelijkbaar met stageprojecten, maar staat op professioneel niveau', aldus Jack Kwakman in het vakblad Pakblad. 'De deelnemende studenten zijn streng geselecteerd, gebaseerd op studieresultaten, nevenactiviteiten en een door professoren geleid assessment, gericht op de kennis voor het doen van onderzoek', aldus het blad.

## Landen
In de eerste dertig jaar (van 1988 tot en met 2017) zijn in zestien landen studies uitgevoerd, met als meeste populaire landen India (9 keer), China, Brazilië en Vietnam (elk 6 keer). Sinds 2017 is Myanmar er als nieuwe bestemming bijgekomen.
- 1988: Indonesië en Singapore
- 1990: Thailand
- 1992: Mexico
- 1993: Argentinië en Chili
- 1994: China en Hong Kong
- 1995: India en Vietnam
- 1996: Brazilië en Indonesië
- 1997: Filipijnen, Maleisië en Singapore
- 1998: Brazilië en India
- 1999: Chili en China
- 2000: Argentinië en Zuid-Afrika
- 2001: India en Mexico
- 2002: China en Vietnam
- 2003: Brazilië en Maleisië
- 2004: India en Mexico
- 2005: China en India
- 2006: China en Thailand
- 2007: Brazilië en India
- 2008: Vietnam[5] en Zuid-Afrika
- 2009: Argentinië[3] en India
- 2010: Brazilië[6] en Vietnam
- 2011: India en Mexico
- 2012: Brazilië en Indonesië
- 2013: Colombia en Vietnam
- 2014: India en Zuid-Afrika
- 2015: Chili en China
- 2016: Colombia en Indonesië
- 2017: Mozambique, Vietnam en Zuid-Afrika[7][8]
- 2018: China, Myanmar en Thailand[9]
- 2019: Indonesië en Mexico
- 2020: Maleisië en Vietnam[10]